# (9606) 1992 BZ
1992 بي زد (ويعرف أيضًا باسم (9606) 1992 بي زد وفق تسمية الكوكب الصغير) (بالإنجليزية: 1992 BZ)‏ هو كويكب ضمن حزام الكويكبات؛ وترتيبه 9606 من حيث الاكتشاف.
اكتُشف هذا الجُرم الفلكي بواسطة هيروشي كانيدا في 28 يناير 1992.

## وصلات خارجية
- (9606) 1992 BZ في قاعدة بيانات مختبر الدفع النفاث لأجرام النظام الشمسي الصغيرة

- الاكتشاف · مخطط المدار ·  العناصر المدارية · المعلمات المادية

- (9606) 1992 BZ على موقع ويكي سكاي: DSS2, SDSS, GALEX, IRAS, Hydrogen α, X-Ray, Astrophoto, Sky Map, Articles and images